# غررردس كراس (باكينجهامشير)
غررردس كراس (بالإنجليزية: Gerrards Cross)‏ هي قرية و أبرشية مدنية تقع في المملكة المتحدة في إنجلترا.  يقدر عدد سكانها بـ 8,017 نسمة ومساحتها 10.88 كم2 .

## أعلام
- أدريان برونيل
- دانيال جونز
- أنجيلا دوغلاس
- جوان روبنسون
- جيني هانلي